# Johann Baptist Pozzo

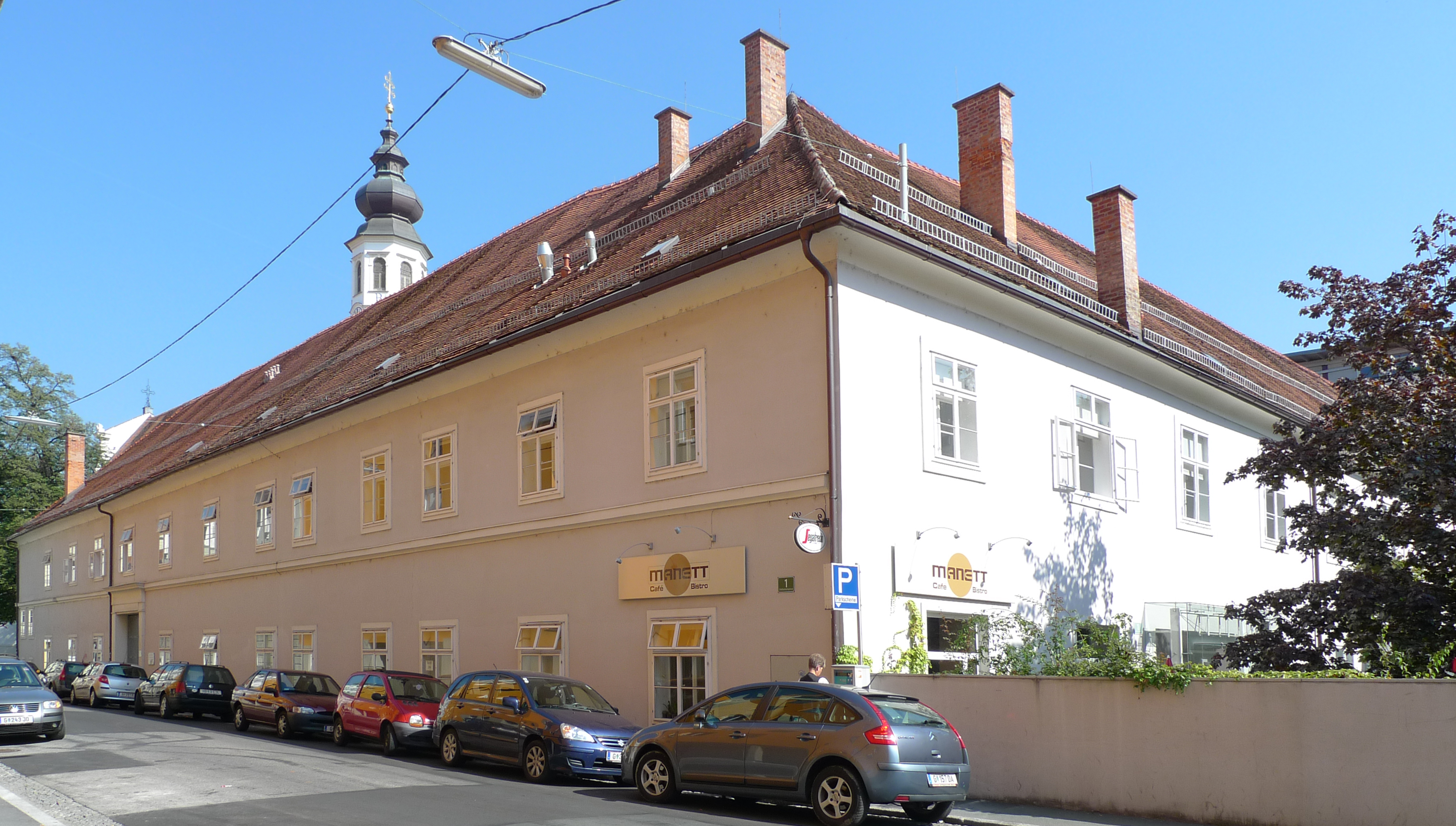
Ehem. Dominikanerkloster Gries

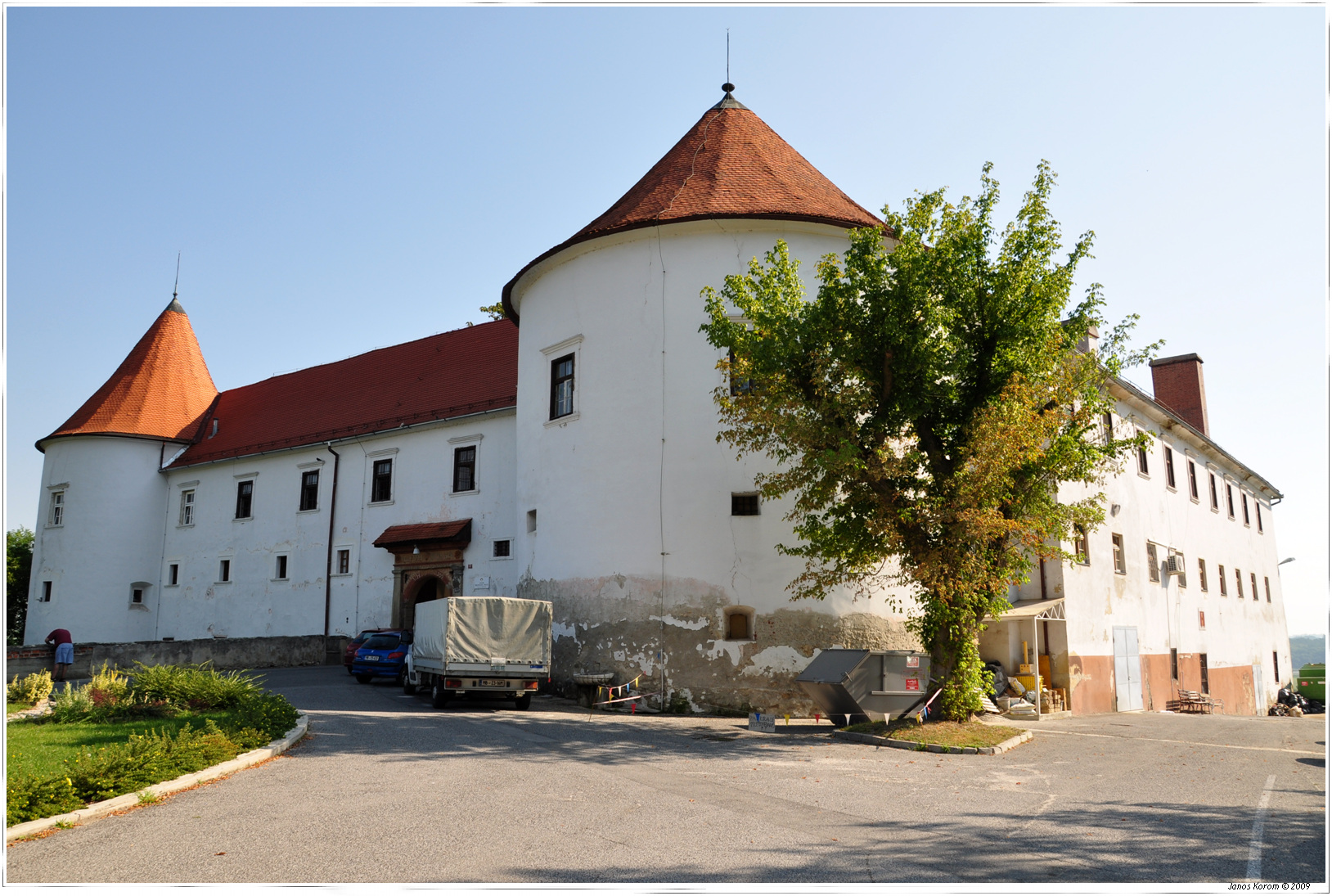
Schloss Gutenhaag, Slowenien

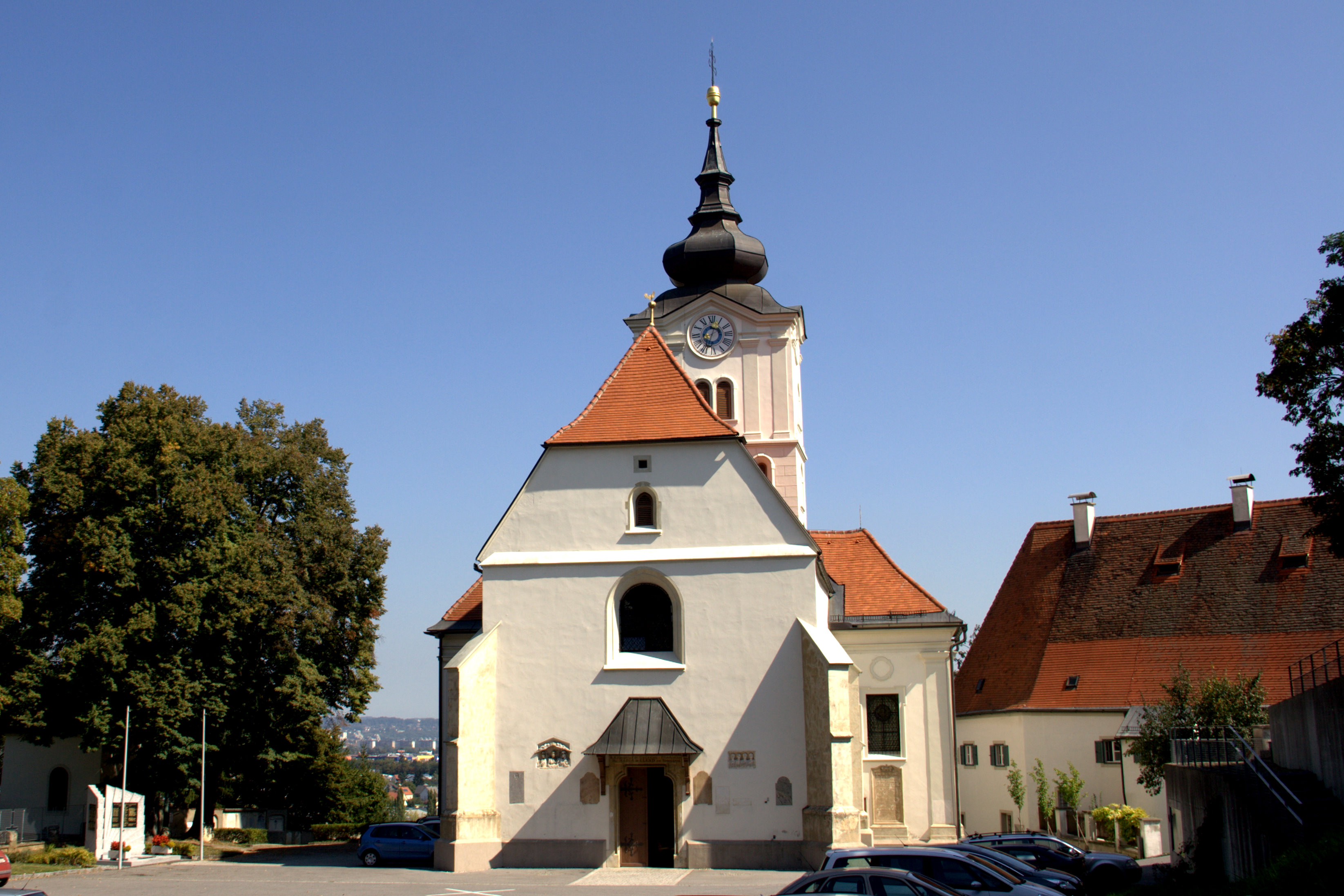
Kirche Maria im Elend zu Straßgang

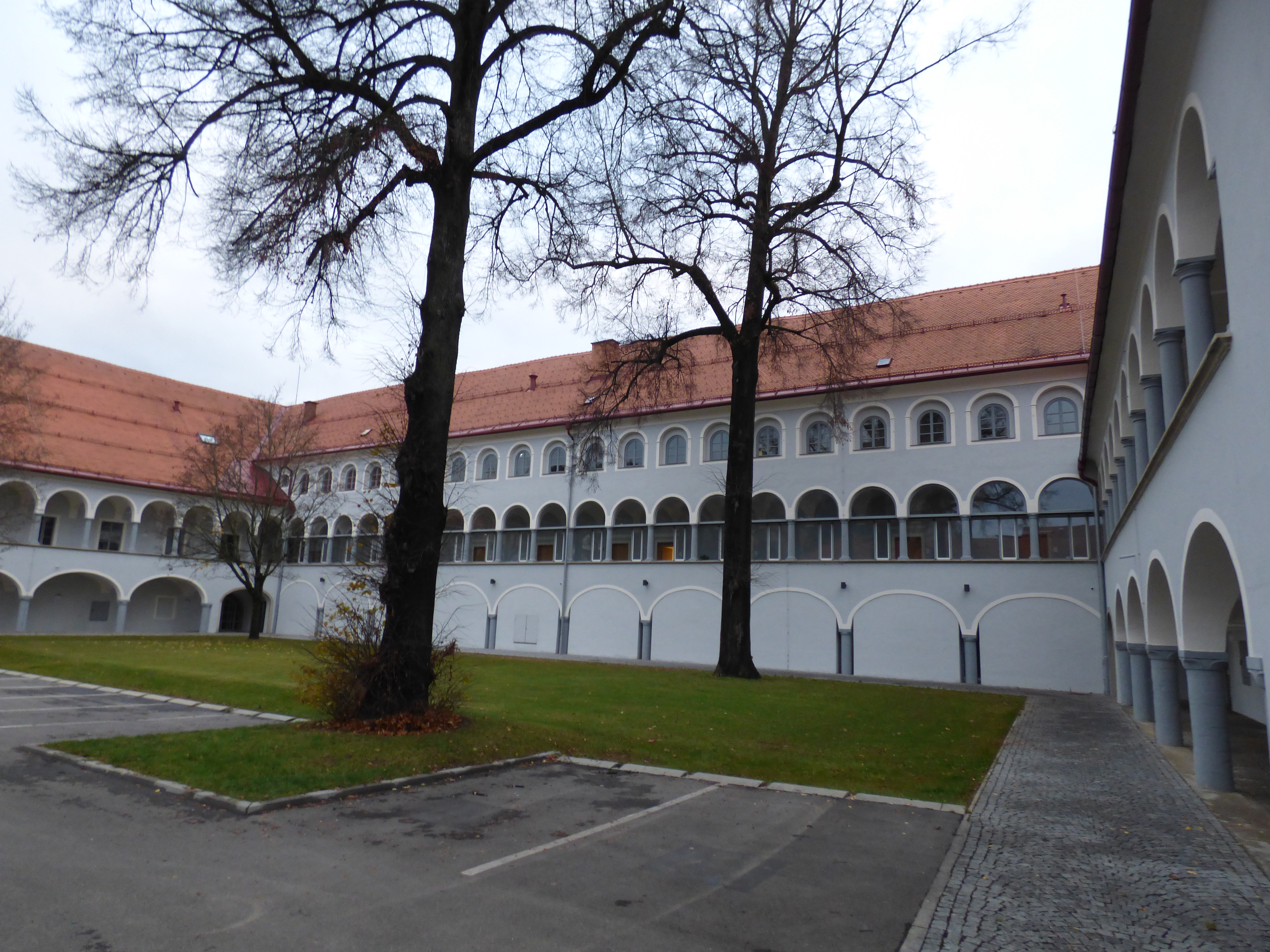
Neue Burg in Judenburg, Arkaden

Johann Baptist Pozzo (auch Giovanni Battista Pozzo, Hans Poz, † 26. März 1696) war ein Architekt und Baumeister der Steiermark.

## Leben

### Familie und Ausbildung
Johann Baptist war ein Sohn des Maurers Antonio Pozzo und der Magdalena. Er lernte beim  Vater, der Grazer Bürger und Maurermeister wurde, das Handwerk. Die Familie wohnte in der Grazer Griesgasse im Bereich Nr. 18 bis 32.
- Maurergeselle Johann Baptist Pozzo heiratete am 8. Oktober 1657 Sophia Fux, Tochter von Peter Fux und Margarethe, wohnhaft in der Grazer Pfarre St. Leonhard.[4] Die Trauzeugen waren Anthoni Sollär, Grazer Bürger und bestellter Landschafts-Maurermeister, Simon Kholler Zimmerermeister und Ruepp Halbwirth, Bürger und Landschafts. Am 21. September 1658 wurde Tochter Maria Magdalena geboren.

Nach Sophias Tod ehelichte der Witwer Hans Poz, Meister und Maurer hier, am 12. Februar 1662 Clara Zörer, Witwe des Landkutschers Hans Zörer. Ein Zeuge war wiederum Anthoni Sollär.

#### Grazer Maurer- und Steinmetzzunft
Hans Pozzo bestand am 11. Januar 1660 die Meisterprüfung vor einer Kommission mit Domenico Bianco und Domenico Torre. 1662 wurde er als Kommissär zur Abnahme von Meisterprüfungen bestellt. Er hatte eine große Maurer-Werkstätte und sprach bis 1680 24 Lehrjungen zu Gesellen frei.

### Werke in Graz

#### Konventbau des Grazer Dominikanerklosters in St. Andrä
1663 Urkundlich tätig am Konventbau des Dominikanerklosters in St. Andrä, eventuell schon ab 1657 zusammen mit Meister Domenico Torre und dem Steinmetz Carlo Gianolo.

#### Ehemaliges Waisenhaus in Graz Mariahilfer Straße 24/26
Die Barmherzigen Brüder richteten in den 1640er Jahren ein provisorisches Waisenhaus ein. Die innerösterreichische Regierung beauftragte Hans Poz 1660 Pläne für ein eigenes Haus zu erstellen, das sein Vater erbaute.

#### Schloss Eggenberg Kapelle
Die Kapelle Hl. Maria im Schloss Eggenberg, vor 1470 errichtet, wurde von Maurermeister Hans Pozzo 1667/1668 renoviert. Dokumentiert sind Zahlungen von 571 fl wegen der verfallenen Kapelle im neuen Geschoß.

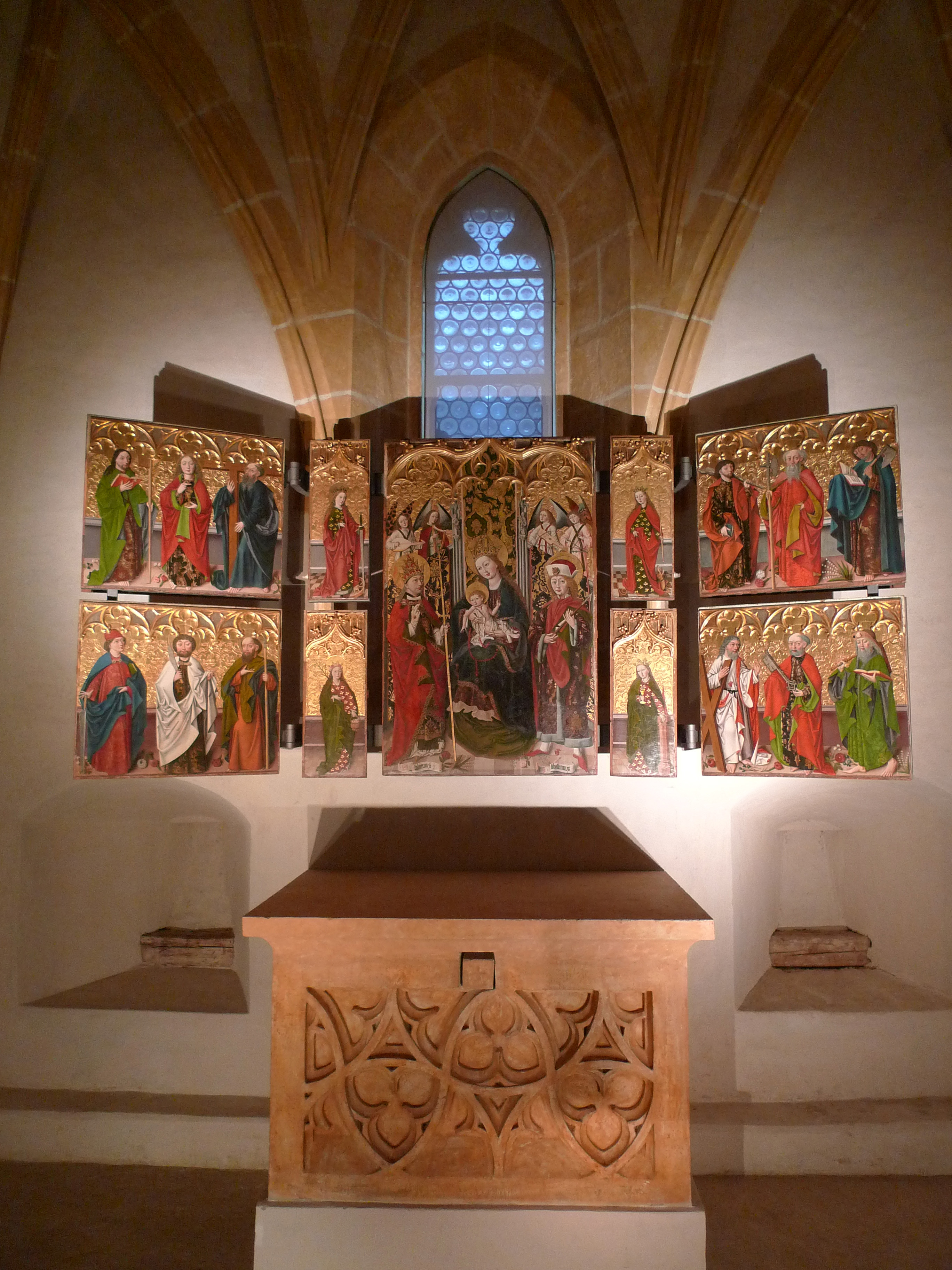
Marienkapelle
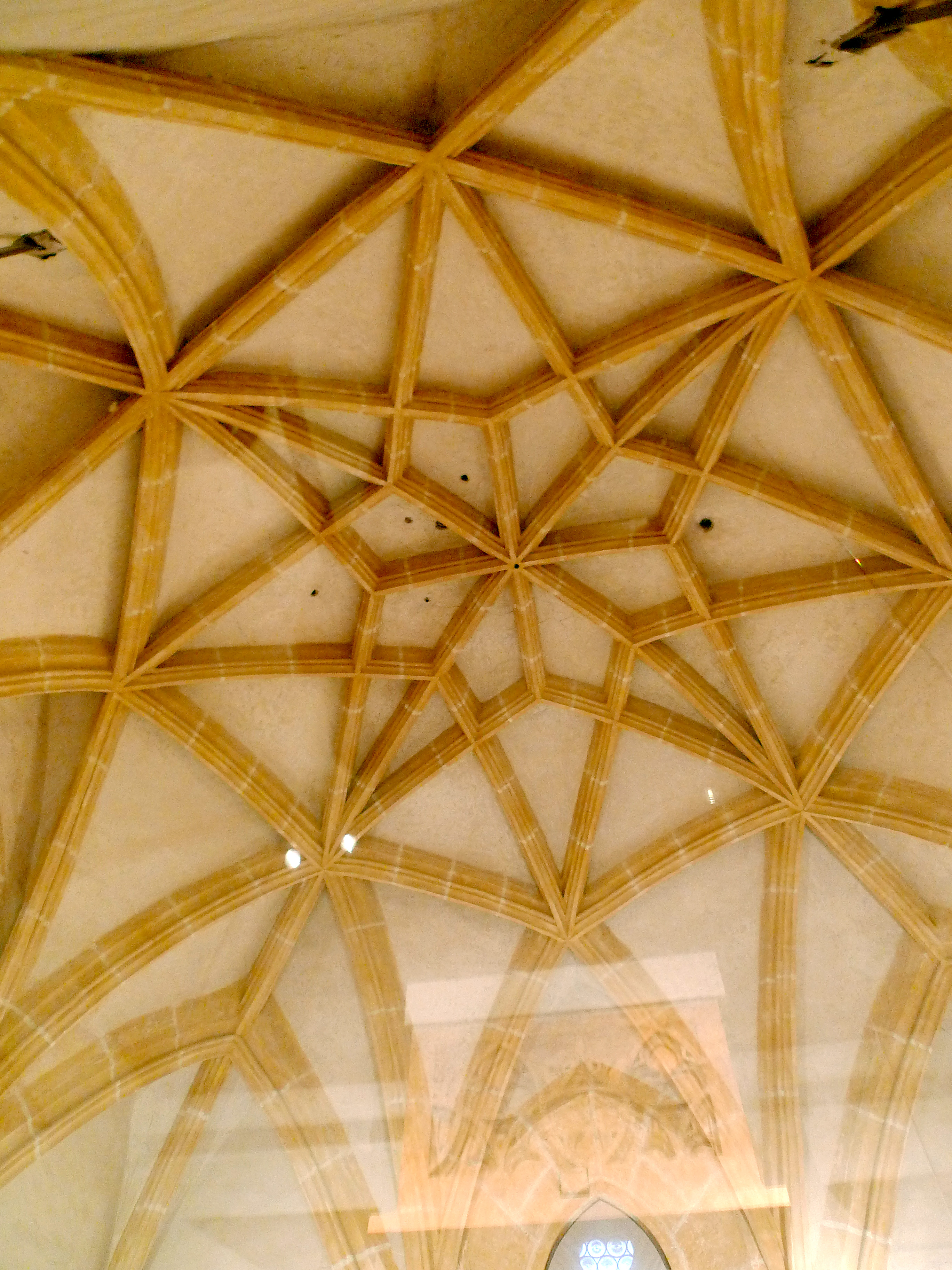
Sternrippen-gewölbe

#### Pfarrkirche Maria Elend in Graz Florianibergstraße
In der Pfarrkirche Maria im Elend im Grazer Stadtbezirk Straßgang wurden 1674 an das Langhaus Seitenkapellen- und eine Sakristei von Maurermeister Johannes Pozzo und Steinmetz Johann Baptist Solar angebaut.

### In der Steiermark

#### Neue landesfürstliche Burg in Judenburg
1670 vernichtete ein Stadtbrand in Judenburg große Teile der Burg. Im Mai 1677 wurde Architekt Peter Franz Carlon mit dem Wiederaufbau beauftragt. Sein ausführender Baumeister war der Grazer Hans Pozzo.

### In Slowenien

#### Schloss Gutenhaag
Nach einem Brand im Jahr 1666 wurde die Burg wieder errichtet, die Bauleitung hatten die Architekten Domenico Torre und Hans Pozzo. Eine Barockisierung erfolgte um 1730, sie wird dem Architekten Josef Hueber zugeschrieben.